# WWE United Kingdom Championship Tournament (2018)
 (novembre 2024).
Cet article concerne l'édition 2018 de l'événement United Kingdom Championship Tournament. Pour toutes les autres éditions, voir WWE United Kingdom Championship Tournament.
L'édition 2018 du United Kingdom Championship Tournament est un spectacle de catch (lutte professionnelle) produit par World Wrestling Entertainment (WWE), une fédération de catch Américaine, qui est visible sur le WWE Network. L'événement a eu lieu le 18 juin 2018 et le 19 juin 2018 au Royal Albert Hall à Blackpool dans le Lancashire en Angleterre.

## Contexte
Les spectacles de la World Wrestling Entertainment (WWE) sont constitués de matchs aux résultats prédéterminés par les scénaristes de la WWE. Ces rencontres sont justifiées par des storylines – une rivalité entre catcheurs, la plupart du temps – ou par des qualifications survenues dans les shows de la WWE telles que Raw, SmackDown, NXT et 205 Live. Tous les catcheurs possèdent un gimmick, c'est-à-dire qu'ils incarnent un personnage gentil (face) ou méchant (heel), qui évolue au fil des rencontres. Un événement comme le United Kingdom Championship Tournament est donc un événement tournant pour les différentes storylines en cours,.

## Matchs de qualifications
NXT tapings - 10 mai (Full Sail University - Winter Park, Floride)
| # | Matches                                 | Stipulations                                                |
| - | --------------------------------------- | ----------------------------------------------------------- |
| 1 | Gentleman Jack Gallagher bat Drew Gulak | WWE United Kingdom Championship Tournament Qualifying Match |

## Participants
| Catcheur                  | Ville natale                    | Poids           | Réf.   |
| ------------------------- | ------------------------------- | --------------- | ------ |
| Joe Coffey                | Glasgow, Écosse                 | 242 lb (110 kg) | [ 4 ]  |
| Zack Gibson               | Liverpool, Angleterre           | 176 lb (80 kg)  | [ 4 ]  |
| Gentleman Jack Gallagher  | Manchester, Angleterre          | 167 lb (76 kg)  | [ 4 ]  |
| Amir Jordan               | / Pakistan1                     | 189 lb (86 kg)  | [ 4 ]  |
| Kenny Williams (en)       | Glasgow, Écosse                 | 159 lb (72 kg)  | [ 4 ]  |
| Ligero                    | Leeds, Angleterre               | 161 lb (73 kg)  | [ 4 ]  |
| Dave Mastiff (en)         | Dudley, Angleterre              | 315 lb (143 kg) | [ 4 ]  |
| Joseph Conners            | Nottingham, Angleterre          | 196 lb (89 kg)  | [ 4 ]  |
| Travis Banks              | Auckland, Nouvelle-Zélande      | 190 lb (86 kg)  | [ 5 ]  |
| Flash Morgan Webster (en) | Brynmawr, Pays de Galles        | 160 lb (73 kg)  | [ 6 ]  |
| Jordan Devlin             | Bray, Comté de Wicklow, Irlande | 180 lb (82 kg)  | [ 7 ]  |
| Tucker (en)               | Belfast, Irlande du Nord        | 191 lb (87 kg)  | [ 8 ]  |
| Drew Gulak                | Philadelphie, Pennsylvanie      | 193 lb (88 kg)  | [ 9 ]  |
| Ashton Smith (en)         | Manchester, Angleterre          | 193 lb (88 kg)  | [ 10 ] |
| James Drake (en)          | Blackpool, Angleterre           | 181 lb (82 kg)  | [ 11 ] |
| Tyson T-Bone              | Malvern, Angleterre             | 245 lb (111 kg) | [ 12 ] |

## Tournoi
|  | Huitièmes de finale 8-10 juin | Huitièmes de finale 8-10 juin |              |       | Quarts de finale 18 juin | Quarts de finale 18 juin |  |  | Demi-finales 18 juin | Demi-finales 18 juin |  |  | Finale 18 juin | Finale 18 juin |
|  | Huitièmes de finale 8-10 juin | Huitièmes de finale 8-10 juin |              |       | Quarts de finale 18 juin | Quarts de finale 18 juin |  |  | Demi-finales 18 juin | Demi-finales 18 juin |  |  | Finale 18 juin | Finale 18 juin |
|  |                               |                               |              |       |                          |                          |  |  |                      |                      |  |  |                |                |
|  |                               |                               |              |       |                          |                          |  |  |                      |                      |  |  |                |                |
|  |                               |                               |              |       |                          |                          |  |  |                      |                      |  |  |                |                |
|  | Zack Gibson                   | Tombé                         |              |       |                          |                          |  |  |                      |                      |  |  |                |                |
|  | Zack Gibson                   | Tombé                         |              |       |                          |                          |  |  |                      |                      |  |  |                |                |
|  | / Amir Jordan                 |                               |              |       |                          |                          |  |  |                      |                      |  |  |                |                |
|  | Zack Gibson                   | Sub.                          |              |       |                          |                          |  |  |                      |                      |  |  |                |                |
|  | Zack Gibson                   | Sub.                          |              |       |                          |                          |  |  |                      |                      |  |  |                |                |
|  |                               | Gentleman Jack Gallagher      |              |       |                          |                          |  |  |                      |                      |  |  |                |                |
|  | Drew Gulak                    |                               |              |       |                          |                          |  |  |                      |                      |  |  |                |                |
|  |                               |                               |              |       |                          |                          |  |  |                      |                      |  |  |                |                |
|  | Gentleman Jack Gallagher      | Tombé                         |              |       |                          |                          |  |  |                      |                      |  |  |                |                |
|  | Gentleman Jack Gallagher      | Tombé                         | Zack Gibson  | Sub.  |                          |                          |  |  |                      |                      |  |  |                |                |
|  |                               |                               | Zack Gibson  | Sub.  |                          |                          |  |  |                      |                      |  |  |                |                |
|  |                               | Flash Morgan Webster          |              |       |                          |                          |  |  |                      |                      |  |  |                |                |
|  | Flash Morgan Webster          | Tombé                         |              |       |                          |                          |  |  |                      |                      |  |  |                |                |
|  | Flash Morgan Webster          | Tombé                         |              |       |                          |                          |  |  |                      |                      |  |  |                |                |
|  | James Drake                   |                               |              |       |                          |                          |  |  |                      |                      |  |  |                |                |
|  | Flash Morgan Webster          | Tombé                         |              |       |                          |                          |  |  |                      |                      |  |  |                |                |
|  | Flash Morgan Webster          | Tombé                         |              |       |                          |                          |  |  |                      |                      |  |  |                |                |
|  |                               | Jordan Devlin                 |              |       |                          |                          |  |  |                      |                      |  |  |                |                |
|  | Tyson T-Bone                  |                               |              |       |                          |                          |  |  |                      |                      |  |  |                |                |
|  |                               |                               |              |       |                          |                          |  |  |                      |                      |  |  |                |                |
|  | Jordan Devlin                 | Tombé                         |              |       |                          |                          |  |  |                      |                      |  |  |                |                |
|  | Jordan Devlin                 | Tombé                         | Zack Gibson  | Sub.  |                          |                          |  |  |                      |                      |  |  |                |                |
|  |                               |                               | Zack Gibson  | Sub.  |                          |                          |  |  |                      |                      |  |  |                |                |
|  |                               | Travis Banks                  |              |       |                          |                          |  |  |                      |                      |  |  |                |                |
|  | Tucker                        |                               |              |       |                          |                          |  |  |                      |                      |  |  |                |                |
|  |                               |                               |              |       |                          |                          |  |  |                      |                      |  |  |                |                |
|  | Joe Coffey                    | Tombé                         |              |       |                          |                          |  |  |                      |                      |  |  |                |                |
|  | Joe Coffey                    | Tombé                         | Joe Coffey   | Tombé |                          |                          |  |  |                      |                      |  |  |                |                |
|  |                               |                               | Joe Coffey   | Tombé |                          |                          |  |  |                      |                      |  |  |                |                |
|  |                               | Dave Mastiff                  |              |       |                          |                          |  |  |                      |                      |  |  |                |                |
|  | Dave Mastiff                  | Tombé                         |              |       |                          |                          |  |  |                      |                      |  |  |                |                |
|  | Dave Mastiff                  | Tombé                         |              |       |                          |                          |  |  |                      |                      |  |  |                |                |
|  | Kenny Williams                |                               |              |       |                          |                          |  |  |                      |                      |  |  |                |                |
|  | Joe Coffey                    |                               |              |       |                          |                          |  |  |                      |                      |  |  |                |                |
|  |                               |                               |              |       |                          |                          |  |  |                      |                      |  |  |                |                |
|  |                               | Travis Banks                  | Tombé        |       |                          |                          |  |  |                      |                      |  |  |                |                |
|  | Ligero                        | Travis Banks                  | Tombé        |       |                          |                          |  |  |                      |                      |  |  |                |                |
|  |                               |                               |              |       |                          |                          |  |  |                      |                      |  |  |                |                |
|  | Travis Banks                  | Tombé                         |              |       |                          |                          |  |  |                      |                      |  |  |                |                |
|  | Travis Banks                  | Tombé                         | Travis Banks | Tombé |                          |                          |  |  |                      |                      |  |  |                |                |
|  |                               |                               | Travis Banks | Tombé |                          |                          |  |  |                      |                      |  |  |                |                |
|  |                               | Ashton Smith                  |              |       |                          |                          |  |  |                      |                      |  |  |                |                |
|  | Ashton Smith                  | Tombé                         |              |       |                          |                          |  |  |                      |                      |  |  |                |                |
|  | Ashton Smith                  | Tombé                         |              |       |                          |                          |  |  |                      |                      |  |  |                |                |
|  | Joseph Conners                |                               |              |       |                          |                          |  |  |                      |                      |  |  |                |                |
|  |                               |                               |              |       |                          |                          |  |  |                      |                      |  |  |                |                |

## Tableau des résultats

### 18 juin
| # | Résultat | Stipulation(s)                                                                               |
| --- | --- | -------------------------------------------------------------------------------------------- |
| 1D | Amir Jordan bat Joseph Conners                                                                                 | Match simple                                                                                 |
| 2 | Zack Gibson bat Gentleman Jack Gallagher par soumission                                                        | Match de quarts de finale du WWE United Kingdom Championship tournoi                         |
| 3 | Joe Coffey bat Dave Mastiff                                                                                    | Match de quarts de finale du WWE United Kingdom Championship tournoi                         |
| 4 | Flash Morgan Webster bat Jordan Devlin                                                                         | Match de quarts de finale du WWE United Kingdom Championship tournoi                         |
| 5 | Travis Banks bat Ashton Smith                                                                                  | Match de quarts de finale du WWE United Kingdom Championship tournoi                         |
| 6 | Toni Storm bat Killer Kelly et Isla Dawn                                                                       | Triple Threat match pour déterminer l'aspirante n°1 au NXT Women's Championship              |
| 7 | Zack Gibson bat Flash Morgan Webster par soumission                                                            | Match de demi-finales du WWE United Kingdom Championship tournoi                             |
| 8 | Travis Banks bat Joe Coffey                                                                                    | Match de demi-finales du WWE United Kingdom Championship tournoi                             |
| 9 | Pete Dunne, Trent Seven et Tyler Bate battent The Undisputed Era (Adam Cole, Kyle O'Reilly et Roderick Strong) | Six-Man Tag Team match                                                                       |
| 10 | Zack Gibson bat Travis Banks par soumission                                                                    | Match de finale du tournoi pour déterminer l'aspirant n°1 au WWE United Kingdom Championship |
| (c)- désigne le(s) champion(s) défendant son/leurs titre(s) dans le match D – indique que le match était un dark match | |                                                                                              |

### 19 juin
| # | Résultat | Stipulation(s)                                                                         |
| --- | --- | -------------------------------------------------------------------------------------- |
| 1D | Ligero bat Mike Hitchman                                                                                         | Match simple                                                                           |
| 2 | Moustache Mountain (Tyler Bate et Trent Seven) battent The Undisputed Era (Kyle O'Reilly et Roderick Strong) (c) | Tag team match pour le NXT Tag Team Championship                                       |
| 3 | Charlie Morgan bat Killer Kelly                                                                                  | Match simple                                                                           |
| 4 | Noam Dar bat Travis Banks, Flash Morgan Webster, et Mark Andrews                                                 | Fatal Four-Way match pour déterminer l'aspirant n°1 au WWE United Kingdom Championship |
| 5 | Adam Cole (c) bat Wolfgang                                                                                       | Match simple pour le NXT North American Championship                                   |
| 6 | Aleister Black et Ricochet bat EC3 et Velveteen Dream                                                            | Tag Team match                                                                         |
| 7 | Shayna Baszler (c) bat Toni Storm par décompte                                                                   | Match simple pour le NXT Women's Championship                                          |
| 8 | Pete Dunne (c) bat Zack Gibson                                                                                   | Match simple pour le WWE United Kingdom Championship                                   |
| (c)- désigne le(s) champion(s) défendant son/leurs titre(s) dans le match D – indique que le match était un dark match | |                                                                                        |